# خليج غواياكويل
خليج غواياكويل (بالإسبانية: Golfo de Guayaquil)‏ هو خليج أو تجمع مائي في المحيط الهادي غربي أمريكا الجنوبية. حده الشمالي يقع عند مدينة ساليناس في الإكوادور أما حده الجنوبي ففي منطقة بونتا باريناس في شمالي البيرو.
الخليج اشتق اسمه من مدينة غواياكيول في الإكوادور، كما أن الأنهار في كل من البيرو والإكوادور تصب في هذا الخليج أو التجمع المائي مثل نهر غواياس، نهر خوبونيس، نهر زاوروميلا ونهر تومبيس.